# Fortenberry Glacier
Fortenberry Glacier är en glaciär i Antarktis. Den ligger i Östantarktis. Nya Zeeland gör anspråk på området. Fortenberry Glacier ligger 174 meter över havet.
Terrängen runt Fortenberry Glacier är varierad. Havet är nära Fortenberry Glacier norrut.  Trakten är obefolkad. Det finns inga samhällen i närheten.